# Tomas Fjellner
Tomas Fjellner, född 12 december 1953 i Huddinge församling, är en svensk pensionerad officer i Flygvapnet och Moderat kommunpolitiker. Fjellner är far till Christofer Fjellner.

## Biografi
Fjellner blev löjtnant i Flygvapnet 1976 vid Västmanlands flygflottilj (F 1), till kapten 1980, till major 1984 vid Upplands flygflottilj (F 16), till överstelöjtnant 1993, till överste 1999 och till brigadgeneral 2005.
Fjellner inledde sin karriär som flygare vid Västmanlands flygflottilj (F 1). I samband med att flottiljens tredje division ombaserades till Tullinge, kom Fjellner att tjänstgöra på den så kallade Huvudstadsjakten. 1983 överfördes divisionen organisatoriskt till Upplands flygflottilj (F 16), där han utnämndes till major, där han blev divisionschef. Åren 1994–1996 var han chef för Flygvapenledningens programavdelning, där han hade i uppdrag att hålla i upphandlingen av den tredje delserien av Jas 39 Gripen. Där han bland annat var med och bestämde om att JAS 39 Gripen skulle uppfylla internationella krav. 1998–1999 var han chef för Flygsektionens Krigsförbandsledning vid Högkvarteret. 1999 inledde han ett sexårigt förordnande som flottiljchef vid Skånska flygflottiljen (F 10). Då riksdagen beslutat om avveckling av flottiljen avbröts hans förordnande. Istället fick han ett förordnande 2001–2003 som chef för Planeringsavdelningen vid Krigsförbandsledning. 2004 utbildade han sig, på uppdrag av ÖB, vid Royal College of Defence Studies i London. Första halvåret 2005 var han ställföreträdande chef för Operativa insatsledningen i Uppsala. Från 1 juli 2005 blev han vicerektor vid Försvarshögskolan. 2006–2008 var han logistikinspektör i Försvarsmakten. Fjellner avgick som brigadgeneral 2008, och 2009 gick han i flygförarpension. Efter sin militära karriär, är han bland annat sedan 2010 kommunpolitiker i Ängelholms kommun.
Fjellner har varit gift två gånger. Sitt första äktenskap var med Inger Olsson, tillsammans fick de två barn. Christofer Fjellner och Caroline. 1991 gifte han om sig med Anna Junermark, tillsammans har de ett barn.

### Webbkällor
- ”Tomas Fjellner 50 år”. hd.se. http://www.hd.se/familj/2003/12/12/tomas-fjellner-50-ar/. Läst 20 juni 2015.